# کاستاگنتو کاردوچی
کاستاگنتو کاردوچی (به ایتالیایی: Castagneto Carducci) یک کومونه در ایتالیا است که در استان لیورنو واقع شده‌است.

## خصوصیات
کاستاگنتو کاردوچی ۱۴۲٫۶ کیلومترمربع مساحت و ۸٬۹۳۴ نفر جمعیت دارد و ۱۹۴ متر بالاتر از سطح دریا واقع شده‌است.

## خواهرخوانده
شهر Léognan خواهرخواندهٔ کاستاگنتو کاردوچی هست.